# Малькув
Малькув (пол. Malków) — село в Польщі, у гміні Жарнув Опочинського повіту Лодзинського воєводства.
Населення — 139 осіб (2011).
У 1975-1998 роках село належало до Пйотрковського воєводства.

## Демографія
Демографічна структура станом на 31 березня 2011 року:
|          | Загалом | Допрацездатний вік | Працездатний вік | Постпрацездатний вік |
| -------- | ------- | ------------------ | ---------------- | -------------------- |
| Чоловіки | 69      | 9                  | 53               | 7                    |
| Жінки    | 70      | 13                 | 38               | 19                   |
| Разом    | 139     | 22                 | 91               | 26                   |